# Rhacodactylus trachycephalus
Espèce
Synonymes
- Chameleonurus trachycephalus Boulenger, 1878
- Rhacodactylus trachyrhynchus trachycephalus (Boulenger, 1878)

Rhacodactylus trachycephalus est une espèce de gecko de la famille des Diplodactylidae.

## Répartition
Cette espèce est endémique de Nouvelle-Calédonie. Elle se rencontre sur l'île Môrô près de l'île des Pins.

## Publication originale
- Boulenger, 1878 : Description d’un genre nouveau et d’une espèce nouvelle de la famille des geckotides. Bulletin de la Société Zoologique de France, vol. 3, p. 68-70 (texte intégral).